# František Antonín ze Schrattenbachu
František Antonín hrabě ze Schrattenbachu (5. května 1712 Štýrský Hradec – 22. května 1783 Baden u Vídně) byl rakouský a moravský šlechtic z rodu Schrattenbachů. Působil jako státní úředník, v letech 1763 až 1770 moravský zemský hejtman.

## Původ
Pocházel ze starého štýrského šlechtického rodu, narodil se jako nejstarší syn hraběte Otty Jindřicha ze Schrattenbachu (1675–1733), zakladatele moravské větve rodu Schrattenbachů, a synovec olomouckého biskupa a neapolského místokrále kardinála Wolfganga Hannibala ze Schrattenbachu. Jeho matkou byla Marie Terezie z Wildensteinu. Jeho bratr Zikmund Kryštof se stal salcburským arcibiskupem, bratr Rudolf byl proboštem brněnské kapituly a Josef se stal vnitrorakouským vládním radou.

## Kariéra
František Antonín byl tajným radou a komorníkem, po otci dědičným zemským kraječem ve Štýrsku a také hlavní dědicem svého strýce kardinála Wolfganga Hannibala ze Schrattenbachu. Na Moravě zastával nejvyšší zemské úřady. V letech 1748 až 1753 vykonával úřad nejvyššího zemského sudího, následně 1753–1763 byl nejvyšším zemským komorníkem a v letech 1763 až 1770 zastával funkci moravského zemského hejtmana. Byl propuštěn na vlastní žádost ze zdravotních důvodů.

## Majetek
Byl majitelem panství Prebold, Zalog pri Šempetru a Soteska v Dolním Štýrsku (dnešním Slovinsku), a lenního statku Dolní Vražné. Roku 1766 přikoupil spolu s rakouským kancléřem Ulefeldem panství Brodek u Prostějova a biskupský lenní statek Želeč.

## Rodina
V roce 1736 se ve Vyškově oženil s hraběnkou Marií Josefou z Vrbna (1717–1791). Měli pět dětí:
- Marie Terezie (2. 10. 1737 – 26. 7. 1808), dáma Řádu hvězdového kříže, I. manž. Otto Karel hrabě Haugvic (1734–1761), c. k. komoří, II. manž. 1766 Ludvík Antonín hrabě ze Žerotína (1723–1808), c. k. tajný rada, komoří, přísedící zemského soudu na Moravě, majitel panství Velké Losiny
- Otto Wolfgang (1739–1820), c. k. tajný rada, komoří, přísedícího moravského zemského tribunálu a předseda brněnské policejní komise, manž. 1768 Marie Alžběta hraběnka ze Starhembergu (1749–1799)
- Marie Augusta (1740–1791), manž. 1765 Jan Gundakar hrabě z Herbersteinu (1738–1810)
- Vincenc Josef (18. června 1744, Brno – 25. května 1816, tamtéž), 3. biskup brněnský, probošt kapituly solnohradské
- Marie Josefa (5. 6. 1750 – 1. 10. 1806), c. k. palácová dáma, nositelka Řádu sv. Kateřiny, I. manž. 1770 Guidobald Josef hrabě z Ditrichštejna (1717–1772), c. k. komoří, majitel panství Napajedla, II. manž. 1774 Jan Josef hrabě Khevenhüller-Metsch (1733–1792), c. k. komoří, polní podmaršál, III. manž. 1797 František de Paula kníže z Colloredo-Mansfeldu (1731–1807), c. k. tajný rada, komoří, říšský vicekancléř, majitel panství Dobříš a Opočno